# ランペティア (小惑星)
ランペティア (393 Lampetia) は、小惑星帯に位置する大きな小惑星である。
マックス・ヴォルフがハイデルベルクで発見し、ギリシア神話に登場するヘーリオスの娘ランペティアにちなんで命名された。